# Грамматическое значение
Грамматическое значение — значение, выражаемое словоизменительной морфемой (грамматическим показателем).
Разница между лексическими и грамматическими значениями (каждое из этих правил не абсолютно и имеет контрпримеры):
1. Грамматические значения не универсальны, менее многочисленны, образуют замкнутый, более чётко структурированный класс.
2. Грамматические значения, в отличие от лексических, выражаются в обязательном, «принудительном» порядке. Например, говорящий по-русски не может «уклониться» от выражения категории числа глагола, говорящий по-английски — от категории определённости существительного и т. д. В то же время, например, в японском языке категория числа не является грамматической, так как выражается факультативно по желанию говорящего. Представление об обязательности грамматических значений восходит к работам Ф. Боаса и Р. О. Якобсона. Согласно неформальному определению, данному А. А. Зализняком, грамматические значения — это такие значения, «выражение которых обязательно для всех словоформ данного класса лексем» («Русское именное словоизменение», 1967)
3. Лексические и грамматические значения различаются с точки зрения способов и средств их формального выражения.
4. Грамматические значения могут не иметь полного соответствия во внеязыковой сфере (так, категории числа, времени обычно так или иначе соответствуют реальности, в то время как женский род существительного табуретка и мужской род существительного стул мотивированы лишь их окончаниями).